# 1939 au théâtre
| Années du théâtre : 1936 - 1937 - 1938 - 1939 - 1940 - 1941 - 1942    |
| Décennies du théâtre : 1900 - 1910 - 1920 - 1930 - 1940 - 1950 - 1960 |

Cet article présente les faits marquants de l'année 1939 au théâtre.

## Pièces de théâtre représentées
- 18 avril : La bête de Marius Riollet, mise en scène par Fernand Ledoux,  Comédie-Française
- 27 avril : Ondine de Jean Giraudoux, mise en scène Louis Jouvet, Théâtre de l'Athénée
- juin : Le Canard sauvage d'Henrik Ibsen, au théâtre de l'Odéon
- 17  décembre : La Rabouilleuse d'Honoré de Balzac, mise en scène Émile Fabre, Comédie-Française

## Naissances
- 3 mars : Ariane Mnouchkine, metteuse en scène et fondatrice du Théâtre du Soleil
- 20 mai : Roman Kartsev, humoriste, satiriste russe
- 30 décembre : Alexeï Loktev, comédien russe

## Décès
- 17 septembre : Georges Pitoëff (°1884)